# Paul Fagot
Paul Fagot (1842 – 1908) est un notaire et malacologiste français, membre de la « nouvelle école » de conchyliologistes du XIXe siècle. Il est connu pour ses travaux sur les mollusques terrestres, notamment dans le sud-ouest de la France, et pour avoir décrit plusieurs espèces nouvelles. Il a également publié sous le pseudonyme de Pierre Laroche des textes sur le folklore et la culture occitane.

## Biographie
Paul Fagot naît en 1842 à Villefranche-de-Lauragais, en Haute-Garonne. Notaire de profession, il consacre une part importante de son temps libre à l’étude des mollusques, en particulier les gastéropodes terrestres des Pyrénées.
Il est actif dans plusieurs sociétés savantes, dont la Société malacologique de France, dont il est membre fondateur. Il entretient une correspondance scientifique avec d'autres naturalistes de son époque, notamment Jules-René Bourguignat et d’autres membres de la « nouvelle école » malacologique.

## Travaux scientifiques
Paul Fagot a décrit plusieurs espèces de mollusques, principalement dans les genres Aegopinella et Pyrenaearia. Sa rigueur dans la classification et l’illustration des espèces est saluée dans les revues spécialisées de son temps.
Parmi les espèces qu’il a décrites figurent :
- Aegopinella epipedostoma
- Pyrenaearia cotiellae
- Pyrenaearia navasi

Ses travaux sont souvent publiés dans le Journal de Conchyliologie et d’autres périodiques savants dont Bulletin de la Société Ramond, à Bagnères de-Bigorre, dans le Bulletin de la Société malacologique de France, dans les Mémoires de l’Académie de Toulouse.

## Publications sous pseudonyme
Sous le nom de Pierre Laroche, Paul Fagot a publié des recueils sur les contes, proverbes et expressions populaires en langue d'oc du Lauragais, région dont il est originaire. Son ouvrage le plus connu est :
- Folklore du Lauraguais, Toulouse, Éd. Privat, 1891.

## Postérité
Son œuvre malacologique reste citée dans les inventaires taxonomiques modernes. Certains travaux de systématique reconnaissent sa contribution à la connaissance des espèces pyrénéennes.